# Vitaflo
Vitaflo, o Vitaflo International Ltd., es una empresa farmacéutica multinacional británica incorporado por Nestlé desde 2010. Vitaflo tiene su sede internacional en Liverpool y opera en más de 20 países. Es conocido por sus alimentos médicos especializados para personas con necesidades nutricionales específicas, como enfermedades metabólicas hereditarias, personas con enfermedades renales y personas con condiciones que requieren una dieta cetogénica. Su producto más conocido es el polvo Vitaquick, administrado por el NHS.  Llegó al Microsoft Tech Track 100 del Sunday Times en 2008.
Vitaflo fue fundada en 1988 en Glasgow, Escocia, por Bill Macnab. Macnab desarrolló la empresa con los científicos Tony Partington y Maura O'Donnell.  Vitaflo se trasladó al Brunswick Business Park en Liverpool, en 1998. La empresa se especializó en el desarrollo y distribución de alimentos y suplementos para personas con enfermedades metabólicas. A principios de la década de 2000, la empresa se expandió internacionalmente con inversiones de Estados Unidos para desarrollar su departamento americano. En 2008, se incluyó en el The Sunday Times Microsoft Tech Track 100, que sigue a las 100 empresas tecnológicas de más rápido crecimiento en el Reino Unido.

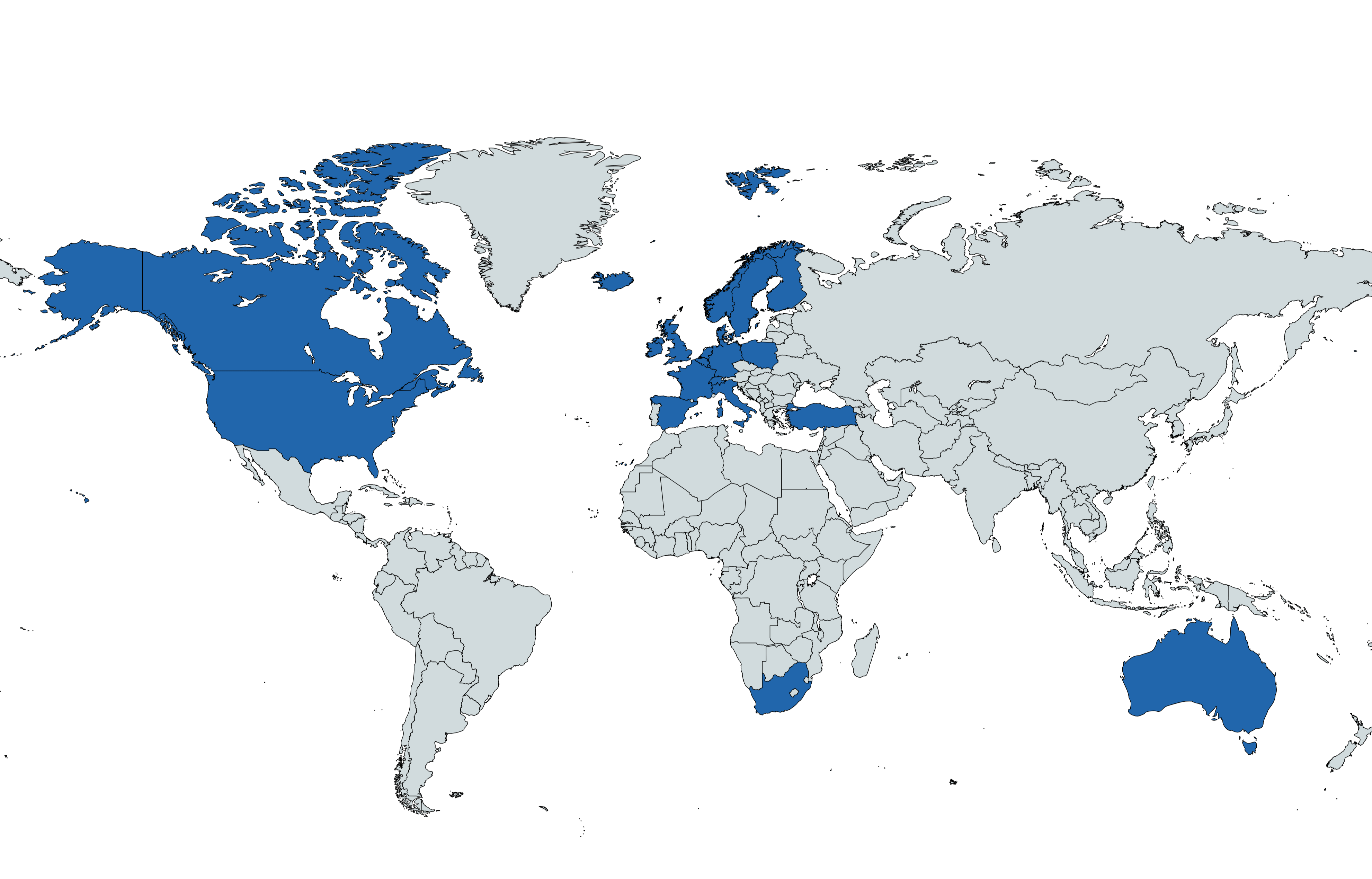
Países a los que se ha expandido Vitaflo International (algunos países marcados son parte de departamentos más grandes, como Vitaflo Scandanavia).

En agosto de 2010, Nestlé Health Science adquirió Vitaflo International Ltd. por una suma no revelada.
En 2011, Caroline Charlseworth sucedió como directora general de la empresa. Bajo Nestlé, la empresa ha crecido hasta incluir las empresas Mevalina y ComidaMed, que se especializan en productos para errores innatos del metabolismo (IEM), ambas adquiridas en 2021 de Dr. Schär.